# گلوریانا (گروه)
گلوریانا (انگلیسی: Gloriana) یک گروه موسیقی کانتری است که طی سال‌های ۲۰۰۸ تا ۲۰۱۷ فعالیت می‌کرد. خاستگاه این گروه نشویل، تنسی، ایالات متحده است. این گروه موسیقی سه آلبوم استودیویی و یک آلبوم چندآهنگه منتشر کرده‌است.